# Pijamaradu
Pijamaradu (Piyama-Radu[š], Piyamaradu[š]) három hettita dokumentumban említett millavandai uralkodó az i. e. 13. század közepe-vége táján. Legalább 35 évig uralkodott, a térség jelentős változásainak kortársa és részben okozója. A név két elemből áll. A piyama luvi szó, jelentése „ajándék”. A -radu utótagra csak feltevések vannak. A korábbi elképzelés szerint luvi theonym lehet, de a luvi nyelvben általában nem kezdődik r-hanggal szó, így az *-aradu vagy *-arada rekonstrukciók alapján valamilyen vallással kapcsolatos („hívő”?) jelentése lehet. Ennek alapján a név kötőjeles írása és a második tag nagybetűs írásmódja elavult.
A három hettita forrás a Tavagalavasz-levél (CTH#181), a Millavanda-levél (CTH#182) és a Manapa-Tarhuntasz-levél (CTH#191). Ezek az i. e. 13. században keletkeztek, és a nyugat-anatóliai uralkodók írták őket a hettita királyoknak. Időben első a Manapa-Tarhuntasz-levél, amely megemlíti, hogy az Arzava széthullását követő zűrzavarban Atpa, Ahhijava királya Pijamaradut nevezte ki Millavanda helytartójának, és feleségül adta hozzá a leányát. Egyes elképzelések szerint Arzava utolsó királyának, Uhhacitisznek örököse volt, és Pijama-Kuruntasz tőle bitorolta a trónt. Mások szerint semmi köze az arzavai uralkodóházhoz, csupán egy hettita főember. Ahhijava az akhájok királyságával, Mükénével, Millavanda pedig Milétosszal azonos. A maradék Arzava(-Minor) központja Apasza lett, azaz Epheszosz.
Nagyjából ebben az időben stabilizálódott Szeha és Vilusza királysága is, amelyek a későbbiekben folytonos viszályban álltak egymással. A hettita levéltárban Pijamaradut csak „bajkeverő”, „kalandor”, „kalóz” és „zsoldos” jelzőkkel illették. Az i. e. 13. század közepén a Tavagalavasz-levél számol be egy Vilusza–Millavanda-háborúról, valamint Lukka (Lükia) sarcolásáról, amely terület akkor még a Hettita Birodalom fennhatósága alatt állt. A Manapa-Tarhuntasz-levél Lacpa (Leszbosz) megtámadását írja le, amelyet Atpával együtt hajtott végre, és szintén az akhájokkal közösen támadta meg Viluszát. Az Alakszandusz-szerződés (CTH#76) említ egy Parijamuvasz nevű viluszai uralkodót, és mivel Pijamaraduról tudjuk, hogy elfoglalta Viluszát (a Millavanda-levélből, i. e. 13. század második fele), elképzelhető, hogy azonos Parijamuvasszal.
A történettudomány jelen állása szerint az i. e. 13. századi nyugat-anatóliai események képezték az alapját Homérosz eposzának, az Iliasznak. Homérosz sejthetett valamit az eseményekről, de a neveket, a cselekményt és a környezetet nagy költői szabadsággal ábrázolta. Az bizonyos, hogy Vilusza azonos Trójával. Az eposzban Priamosz és Parisz is két-két névvel szerepel (fiatalkori nevük Podarkész és Alekszandrosz). A korabeli dokumentumokban olvasható hettita-luvi nyelvű nevek Parijamuvasz, Pijamaradu és Alakszandusz. A nevek hasonlósága egyértelműen arra utal, hogy ők voltak a mintái az eposznak, azonban a forrásokból nem állapítható meg egyelőre az események pontos menete és a személyek viszonya, amely többféleképpen rekonstruálható. Pijamaradu azonos lehet Priamosszal, Alakszandusz a fiatal Parisszal (Alexandrosz), Parijamuvasz pedig a felnőtt Parisszal. Pijamaradu és Parijamuvasz azonos is lehet, ez esetben akár Priamosszal, akár Parisszal lehetnek azonosak. Az azonosítást tovább bonyolítja, hogy Alakszandusz feltehető elődje, Kukunnisz vélhetően Küknosszal azonos. Priamosz jelzője Homérosznál a dardanidész, amely a Dardanellákra utal, és ami a nem sokkal korábban ott letelepedett dardánokról kapta a nevét. A Dardanellák ellenőrzése akkoriban gyakorlatilag Anatólia teljes tengeri kereskedelme feletti ellenőrzést jelentette. Az is elképzelhető, hogy Homérosz teljesen összekeverte az eseményeket, mivel éppen Pijamaradu és apósa, az akháj Atpa támadta meg Tróját.